# Statisk apnea

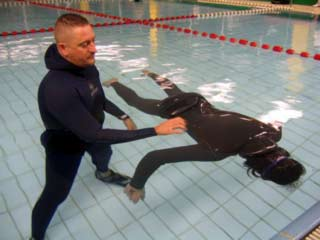
En dykare som utför statisk apnéa med ansiktet ner i en pool, med stöd av en partner (vänster).

Statisk apnéa (STA) är en disciplin inom fridykning där utövaren håller andan under vattnet utan att förflytta sig. Prestationen mäts vanligtvis i tid och är en av de centrala disciplinerna som ingår i fridykningstävlingar. AIDA (International Association for Development of Apnea) är en av de främsta organisationerna inom disciplinen och arbetar med att gynna och reglera sporten.  

## Definition
Statisk apnéa definieras och regleras av AIDA International och CMAS (Confédération Mondiale des Activités Subaquatiques). Det är värt att notera att definitionen skiljer sig från Guinness World Record för längsta andhållning under vattnet, eftersom Guinness tillåter användning av 100% rent syre före start. 
För att en statisk apnéa-prestation ska betraktas som giltig krävs det att luftvägarna är nedsänkta i vattnet, med kroppen antingen helt nedsänkt eller vid ytan. Övningen kan utföras i alla stillastående vattenmiljöer.
För att få en prestation godkänd och registrerad i en officiell tävling måste utövaren visa ett så kallat ytprotokoll som signalerar att hen är "okej" efter avslutad prestation. Reglerna för ytprotokoll varierar mellan AIDA och CMAS, men syftet är detsamma: att säkerställa dykarens hälsotill och att reglerna för disciplinen har följts korrekt.
I Sverige innehar Rami Bladlav rekordet för herrklassen med en tid på 10 minuter och 03 sekunder, satt år 2022. För damklassen innehas rekordet av Jeanette Molnar, som uppnådde en tid på 7 minuter och 7 sekunder år 2023.

## Fysiologiska och mentala aspekter
Träning för statisk apnéa genomförs vanligtvis i en pool där dykaren successivt ökar sin andhållningstid för att förbättra uthållighet och prestanda. Under denna träningsprocess utvecklar utövaren flera fysiologiska och mentala anpassningar som bidrar till att förbättra prestationen inom disciplinen.
För det första förbättras koldioxid- och hypoxiatoleransen hos utövaren. Detta innebär att de blir mer vana vid att hantera högre koldioxidnivåer i blodet och tåla lägre syremättnadsnivåer (SpO2). Denna anpassning gör det möjligt för dykaren att känna sig mer bekväm under längre andhållning.
För det andra stärks andningsmuskulaturen, inklusive diafragman och andra muskler runt lungorna. Genom att öka styrkan och uthålligheten hos dessa muskler kan dykaren effektivt använda sina andningsresurser, vilket resulterar i en längre tid under vattnet.
För det tredje ökar lungkapaciteten och lungvolymen hos utövaren. En ökad lungvolym ger mer utrymme för luft, vilket innebär att mer syre kan lagras och användas under andhållningen. Detta förbättrar dykarens möjlighet att hålla andan längre utan att känna obehag eller trötthet.
Utöver dessa fysiologiska anpassningar bidrar mental träning också till framgången inom statisk apnéa. Genom att lära sig att kontrollera sina tankar, fokusera och slappna av mentalt kan dykaren uppnå en meditativ tillstånd som hjälper till att minska syreförbrukningen och därmed öka tiden de kan hålla andan under vattnet.

## Rekord

### Världsrekord

#### Herrar
| Varaktighet | namn                | Datum            | Plats              | Ackreditering |
| ----------- | ------------------- | ---------------- | ------------------ | ------------- |
| 12:12       | Michael M Wahlström | 12 juli 2010     | Gotland, Sverige   | GDA           |
| 11:35       | Stéphane Mifsud     | 8 juni 2009      | La Crau, Frankrike | AIDA          |
| 10:30       | Florian Dagoury     | 10 december 2021 | Bangkok, Thailand  | AIDA          |

#### Damer
| Varaktighet | namn               | Datum        | Plats            | Ackreditering |
| ----------- | ------------------ | ------------ | ---------------- | ------------- |
| 9:02        | Natalia Molchanova | 28 juni 2013 | Belgrad, Serbien | AIDA          |
| 8:53        | Veronika Dittes    | 15 juni 2017 |                  | CMAS          |

### Svenska rekord

#### Herrar
| Varaktighet | namn              | Datum            | Plats             | Ackreditering |
| ----------- | ----------------- | ---------------- | ----------------- | ------------- |
| 10:03       | Rami Bladlav      | 18 december 2022 | Göteborg, Sverige | AIDA          |
| 9:28        | Valdemar Karlsson | 14 maj 2022      | Göteborg, Sverige | AIDA          |

#### Damer
| Varaktighet | namn            | Datum           | Plats                 | Ackreditering |
| ----------- | --------------- | --------------- | --------------------- | ------------- |
| 07:07       | Jeanette Molnar | 22 januari 2023 | Löddeköpinge, Sverige | AIDA          |
| 6:49        | Lotta Ericson   | 7 juli 2007     | Maribor, Slovenien    | AIDA          |

## Statisk Apnea O2
Det finns en variation av den statiska apnéadisciplinen där det är möjligt att andas 100% syre i upp till 30 minuter före start. Detta är inte en del av formella tävlingar, men används ibland för att sätta individuella rekord som bland annat för Guinness Rekordbok. 

### Rekord

#### Herrar
| Varaktighet (minuter) | Namn          | Datum            | Plats              | Ackreditering |
| --------------------- | ------------- | ---------------- | ------------------ | ------------- |
| 24:11                 | Budimir Šobat | 24 februari 2018 | Zagreb, Kroatien   | Guinness      |
| 24:03                 | Aleix Segura  | 28 februari 2016 | Barcelona, Spanien | Guinness      |

### Damer
| Varaktighet (minuter) | Namn        | Datum        | Plats                    | Ackreditering |
| --------------------- | ----------- | ------------ | ------------------------ | ------------- |
| 18:32                 | Karol Meyer | 10 July 2009 | Florianopolis, Brasilien | Guinness      |